# Весёлая (Вашкинский район)
Весёлая — деревня в Вашкинском районе Вологодской области.
Входит в состав Роксомского сельского поселения, с точки зрения административно-территориального деления — в Роксомский сельсовет.
Расстояние по автодороге до районного центра Липина Бора — 18 км, до центра муниципального образования деревни Парфеново — 8 км. Ближайшие населённые пункты — Вьюшино, Иконниково, Колосово.
По переписи 2002 года население — 25 человек (13 мужчин, 12 женщин). Преобладающая национальность — русские (96 %).